# Eenzaam zonder jou
Eenzaam zonder jou is een Nederlandstalig liedje van de Belgische zanger Will Tura uit 1962. Het is zijn bekendste nummer.
De single ging 60.000 keer over de toonbank. Dertig jaar later verkoos een opiniepeiling in een Vlaamse krant dit lied als grootste Vlaamse hit aller tijden.
De B-kant van de single was het liedje Je huilt meisjelief. Het lied werd later ook gecoverd door onder meer Bart Kaëll, Dani Klein, Arno Hintjens en Danny Fabry.

## Meewerkende artiesten
- Producer: Jean Kluger

## In populaire cultuur
- Urbanus (artiest) en Will Tura vertolkten het nummer ooit live.[4]
- Kamagurka parodieërde het nummer ooit als "Ik ben zo eenzaam zonder mij."
- In F.C. De Kampioenen vroeg Marc Vertongen ooit aan Bieke of ze bij hem wou blijven en herhaalde hierbij regels die rechtstreeks uit het refrein van het lied afkomstig zijn. In een andere aflevering probeert hij iemand op te vrolijken met liefdesverdriet door de radio op te zetten, maar daarop wordt net "Ik ben zo eenzaam zonder jou" gedraaid.

## Noteringen in top...-lijsten

### NPO Radio 2 Top 2000
| Nummer met noteringen in de NPO Radio 2 Top 2000 | '06  | '07  | '08  |
| ------------------------------------------------ | ---- | ---- | ---- |
| Eenzaam zonder jou                               | 1749 | 1453 | 1983 |

1. ↑  Een vetgedrukt getal geeft de hoogste notering aan.
2. ↑  2006 was het eerste jaar met een notering voor dit nummer.
3. ↑  Deze tabel is bijgewerkt tot en met de laatste editie (2024).

### Radio 2 1000 Klassiekers
| Nummer met notering(en) in de 1000 Klassiekers van Radio 2 | '07 | '08 | '09 | '10 | '11 | '12 | '13 | '14 | '15 | '16 | '17 | '18 | '19 | '20 |
| ---------------------------------------------------------- | --- | --- | --- | --- | --- | --- | --- | --- | --- | --- | --- | --- | --- | --- |
| Eenzaam zonder jou                                         | 15  | 12  | 9   | 14  | 6   | 5   | 3   | 5   | 7   | 14  | 13  | 26  | 22  | 22  |

1. ↑  Een getal geeft de plaats aan; een '-' dat het nummer niet genoteerd was. Een vetgedrukt getal geeft aan dat dit de hoogste notering betreft.